# Municipio de Santa Catarina Quiané
El municipio de Santa Catariana Quiané (en zapoteco: ‘piedra de los celos o piedras verdes’) es uno de los 570 municipios que conforman al estado mexicano de Oaxaca. Pertenece al distrito de Zimatlán, dentro de la región Valles Centrales. Su cabecera es la localidad homónima.

## Demografía
El municipio está habitado por 2,193 personas; solo 30 habitantes hablan una lengua indígena; principalmente, zapoteco.
En 2020, los principales grados académicos de la población de Santa Catarina Quiané fueron Primaria (37.4% del total), Secundaria (32.5% del total) y Preparatoria o Bachillerato General (16.4% del total).
La tasa de analfabetismo de los habitantes en 2020 fue 8.54%. Del total de la población analfabeta, 36.4% correspondió a hombres y 63.6% a mujeres.
El 44% de la población se encuentra en situación de pobreza.